# Feuertaufe durch Wendung
Feuertaufe durch Wendung (russisch Крещение поворотом, Kreschtschenije poworotom) ist eine Kurzgeschichte des sowjetischen Schriftstellers Michail Bulgakow, die 1925 in den Heften 41 und 42 der Moskauer Zeitschrift Medizinski rabotnik erschien. Der Autor übernahm die Geschichte in seine Sammlung Aufzeichnungen eines jungen Arztes.
Der Ich-Erzähler, ein Arzt, der vor einem halben Jahr die Universität absolviert hat, praktiziert, allein auf weiter Flur – zusammen mit einem Feldscher und zwei Hebammen – im Dorfkrankenhaus Nikolska (Landkreis Sytschowka im Gouvernement Smolensk). Da wird ihm eine gebärende Frau aus Dulzewo gebracht. „Querlage“, nimmt die erfahrene Hebamme Anna Nikolajewna dem Doktor die Diagnose ab und spricht weiter für sich: „Wendung auf den Fuß“. Der in solchem Fall unerfahrene, frischgebackene Doktor schnappt den wortkargen Monolog auf, verlässt unter einem fadenscheinigen Vorwand den Entbindungsraum und liest zu dem Betreff in seiner Dienstwohnung in Döderleins „Leitfaden für den geburtshilflichen Operationskurs“ genauestens nach. Bei dem unbedingt erforderlichen manuellen Eingriff des Geburtshelfers muss eine violente Uterusruptur verhindert werden. Der Ich-Erzähler wagt die Handgriffe behutsam, wendet den Fötus beherzt und extrahiert den Säugling. Dessen dünnes weinerliches Piepsen signalisiert: Operation gelungen.
Anna Nikolajewna raucht gierig eine Zigarette.
Der Erzähler schließt mit einem Loblied auf den Döderlein – als Arzt müsse man lesen und nochmals lesen.

## Deutschsprachige Ausgaben
Verwendete Ausgabe:
- Feuertaufe durch Wendung. Aus dem Russischen von Thomas Reschke. S. 34–44 in Ralf Schröder (Hrsg.): Bulgakow. Die rote Krone. Autobiographische Erzählungen und Tagebücher. Volk & Welt, Berlin 1993, ISBN 3-353-00944-2 (= Bd. 5: Gesammelte Werke (13 Bde.))